# Хомінець Василь Петрович
Василь Петрович Хомінець (нар. 13 жовтня 1973, с. Виноград Коломийського району Івано-Франківської області) — український політик, голова Тернопільської обласної ради (2013—2015). Член Всеукраїнського об'єднання «Свобода», заступник голови Тернопільської міської організації ВО «Свобода».

## Життєпис

### Навчання
У 1989—1993 роках навчався в Хмельницькому педагогічному училищі за спеціальністю вчителя молодших класів і організатора спортивних клубів і секцій.
У 1993—1998 роках — на історичному факультеті Тернопільського державного педагогічного університету, за спеціальністю вчитель історії.
У 2006—2009 роках — на факультеті вищих керівних кадрів Національної академії державного управління при Президентові України, здобув фах магістра управління суспільним розвитком.

### Професійна діяльність
У 1998—1999 роках — вчитель історії та права Грушковецької ЗОШ Летичівського району Хмельницької області.
У 2000—2001 роках — політичний оглядач «Нової Тернопільської газети».
У 2003—2005 роках — приватний підприємець.
Співголова редакційної колегії 3-томного енциклопедичного видання «Тернопільщина. Історія міст і сіл».

### Політична діяльність
У 2005—2010 роках — голова Лановецької районної державної адміністрації.
З 2011 по червень 2013 року — начальник управління торгівлі, побуту та захисту прав споживачів Тернопільської міської ради.
З 2002 по 2005 рік — помічник–консультант народного депутата України Ігоря Тарасюка на громадських засадах.
У 2006—2009 роках — депутат Лановецької районної ради.
З березня 2009 року — депутат Тернопільської обласної ради, секретар комісії з питань бюджету.
31 жовтня 2013 року на другому пленарному засідання 45-ї сесії обласної ради обраний її головою, за що в таємному режимі проголосували 87 депутатів.

### Родина
Одружений. З дружиною Вікторією виховує доньку та сина.

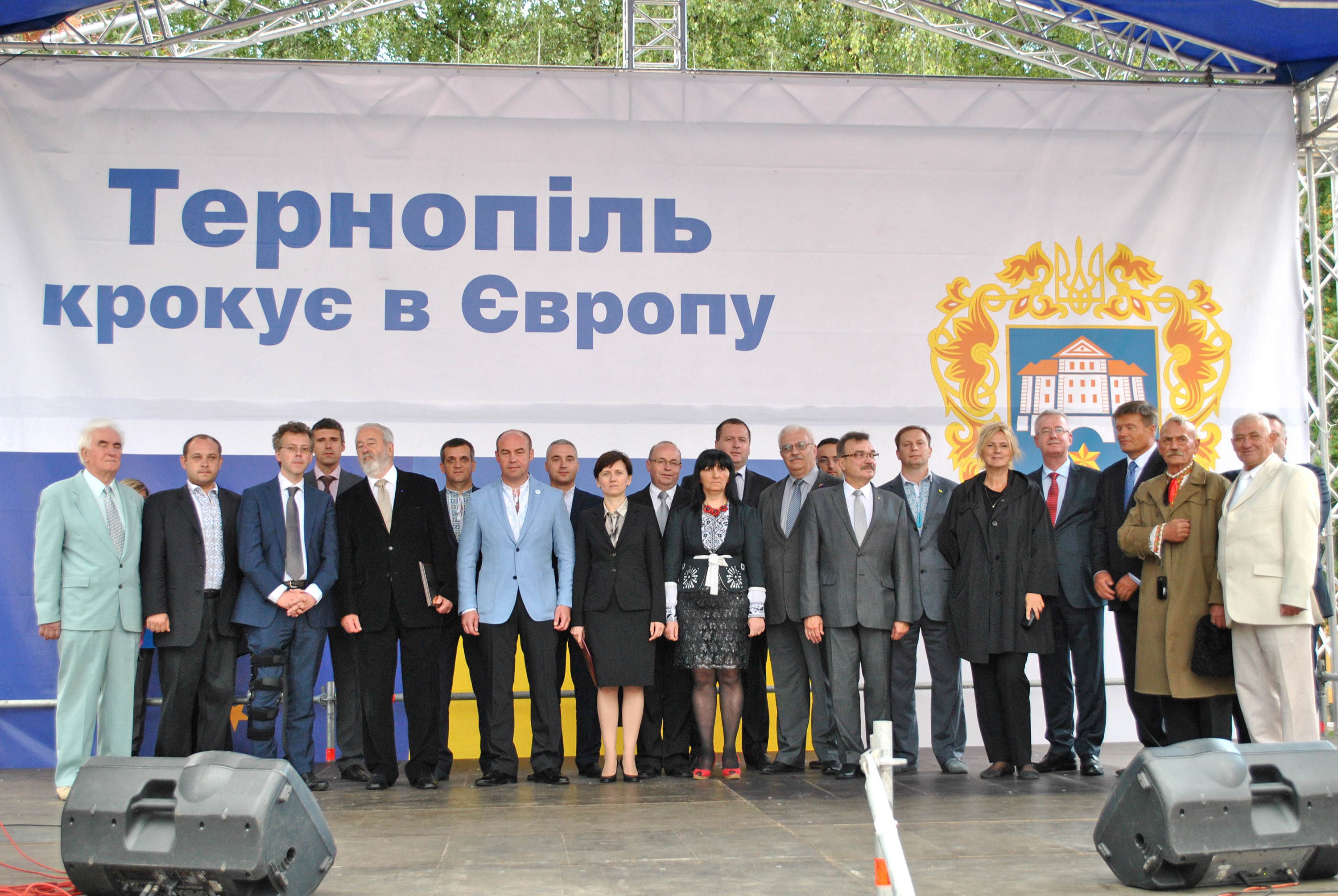
Під час церемонія вручення Тернополю Прапора Честі Ради Європи на День міста (28.08.2014).
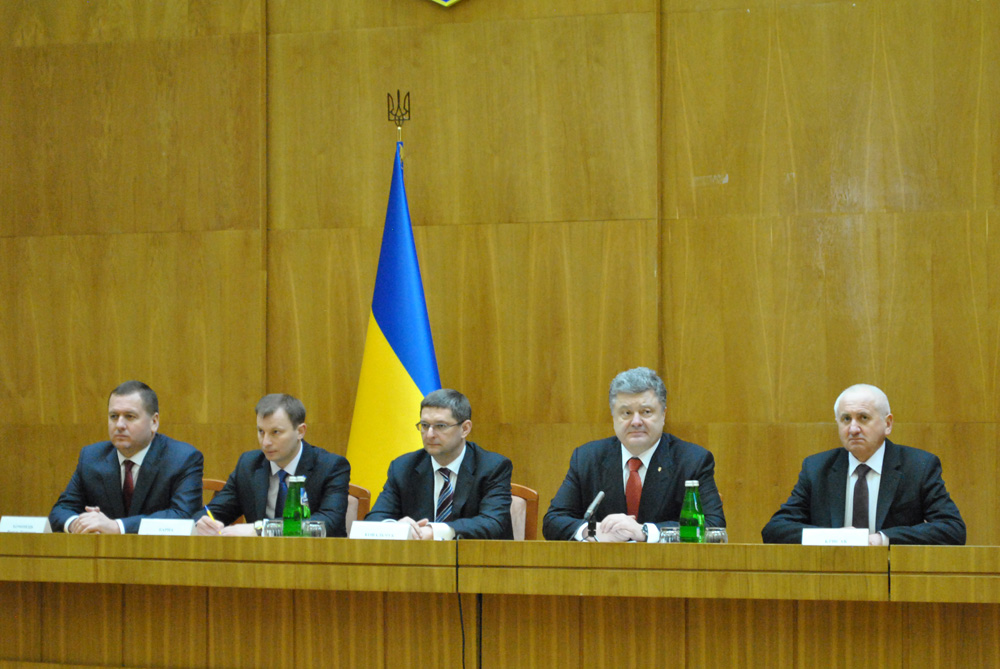
У залі засідань Тернопільської обласної ради: Василь Хомінець, Степан Барна, Віталій Ковальчук, Петро Порошенко, Іван Крисак (02.04.2015).
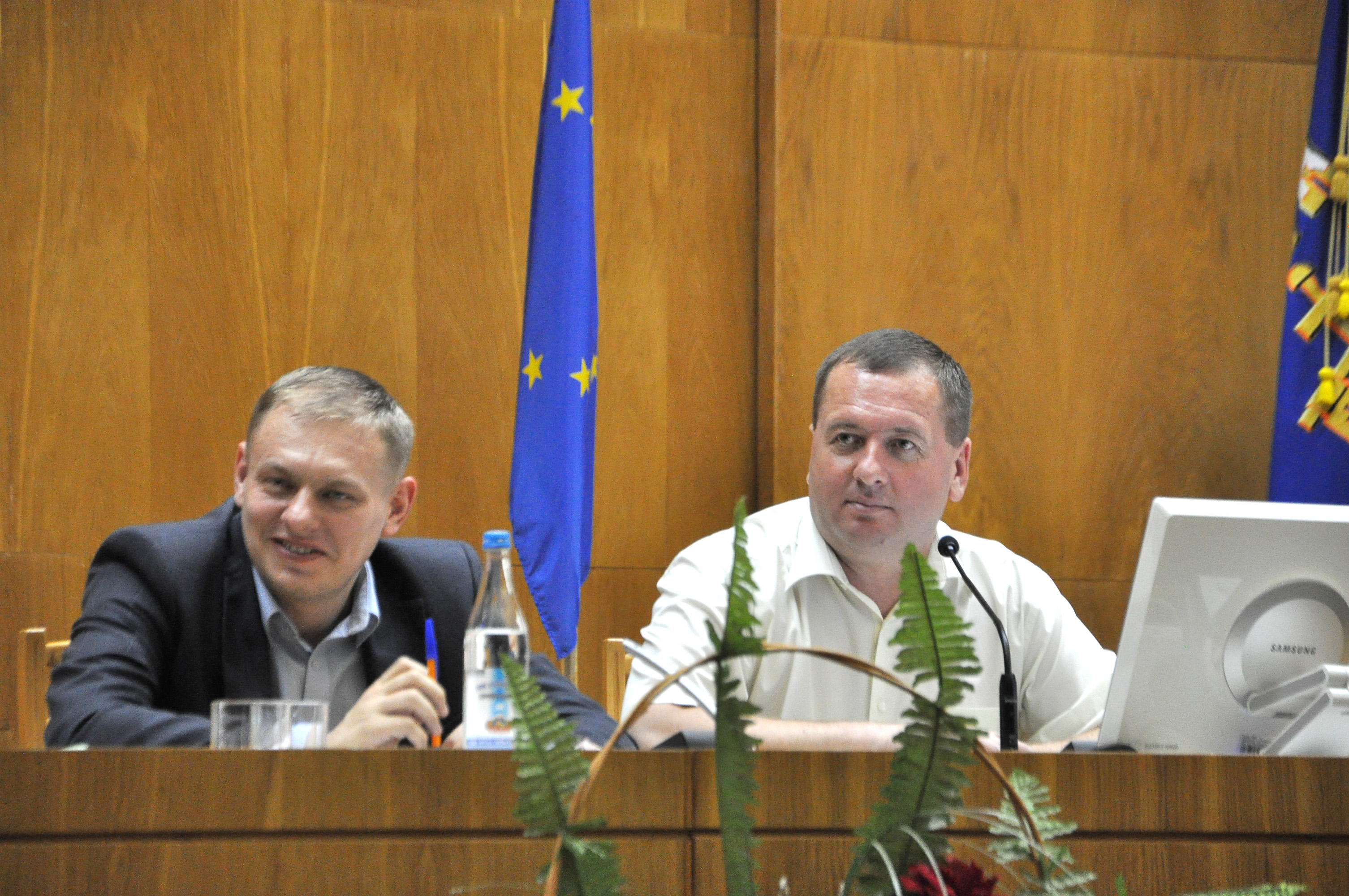
У президії обласної ради заступник голови Олег Боберський та Василь Хомінець
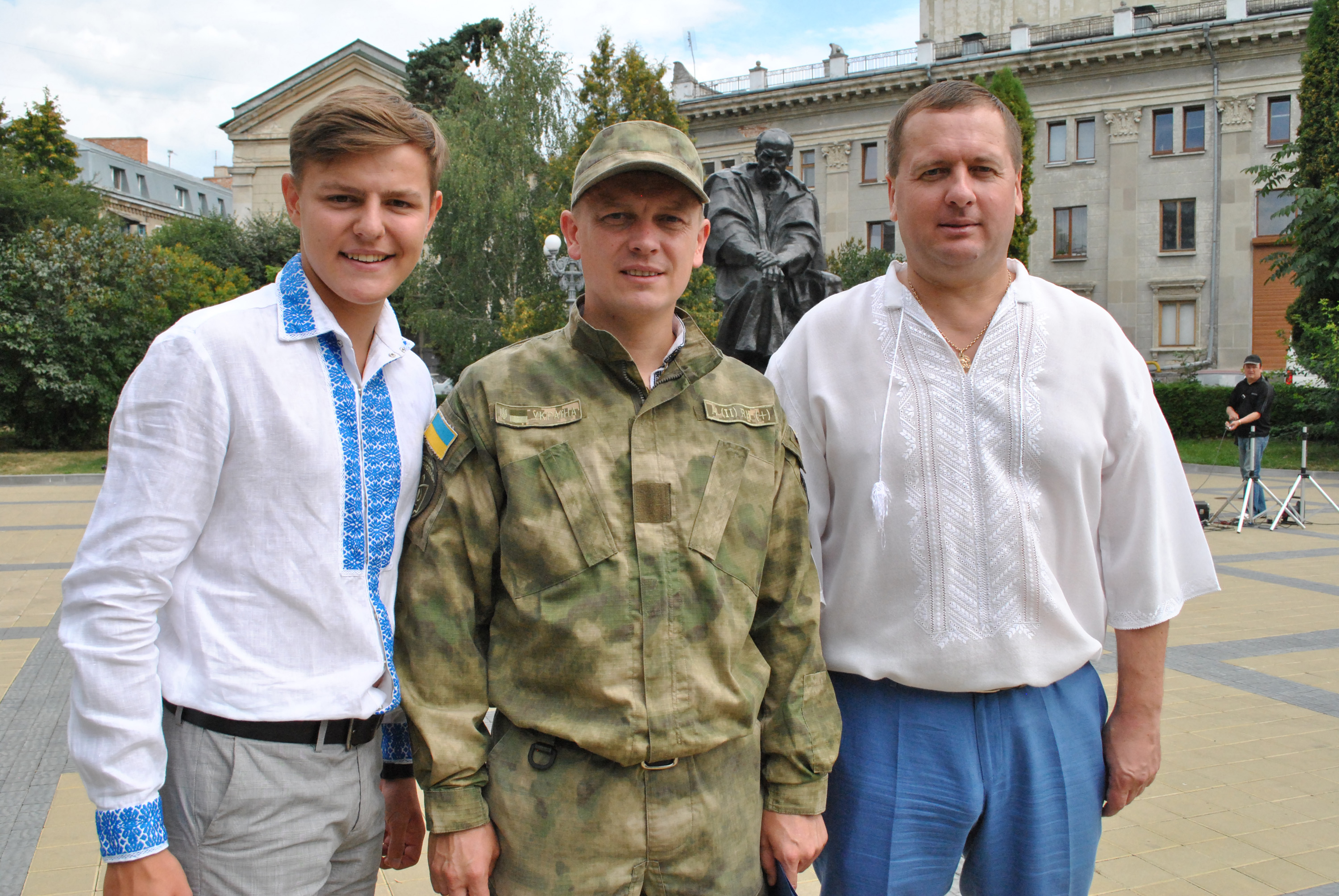
Василь Хомінець (справа) з рядовим батальйону ПСМОП «Тернопіль» Володимиром Болєщуком (у центрі) та його сином Іваном-Ростиславом (зліва)

## Джерело
- Сайт Тернопільської обласної ради